# بيستيك
بيستيك (بالإسبانية: bistec)‏ هي كلمة إسبانية مشتقة من اللغة الإنجليزية بدمج اختصار كلمتي beef شريحة لحم البقر و ستيك steak.

## الاختلافات

### الأمريكتان
إنسبلادو بيستيك هو طبق إسباني يمكن العثور عليه في جميع المستعمرات الإسبانية السابقة.
تشمل الاختلافات الإقليمية ما يلي: بيستيك دي بالوميلا في كوبا، بيستيك رانشيرو في المكسيك، بيستيك كابالو (يوضع فوقها هوجاو وبيضة مقلية) في كولومبيا، وبيستيك بي لو بوبري (تقدم مع الموز المقلي والبيض المقلي والبطاطس المقلية والأرز) في بيرو.

### الفلبين
يطلق على النسخة الفلبينية بيستيك تغالوغ، و هو طبق مصنوع من شرائح لحم الخصارة البقري مملح و مبهر بالفلفل الأسود تطبخ ببطء في صلصة الصويا، في منطقة التغالوغ  عادة ما يتم تقطيع البصل إلى حلقات، ويتم إضافته نيئًا عندما يكون الطبق إما مطبوخًا بشكل كامل، أو شبه مطبوخ لتليّن البصل مع الحفاظ على قرمشته.
و في الفلبين يستخدم أيضاً شرائح لحم الخنزير أو لحم خاصرة الخنزير البطن بدلا من لحوم البقر.

## روابط خارجية
- Filipino Beef Steak Recipe - تعليمات الطبخ الفلبينية لحوم البقر ستيك.
- طعام الفلبين: بيستيك تاغالوغ
- Bistek Tagalog (ستيك لحم بقر فلبيني) - تعليمات حول كيفية طهيbistek tagalog.